# Autobahn (Polen)

Aktuelles Autobahn- und Schnellstraßennetz in Polen
in Betrieb
in Bau
in Planung

Baugeschichte der Autobahnen und Schnellstraßen als Animation von 80 Jahren
in Betrieb
in Bau
in Planung

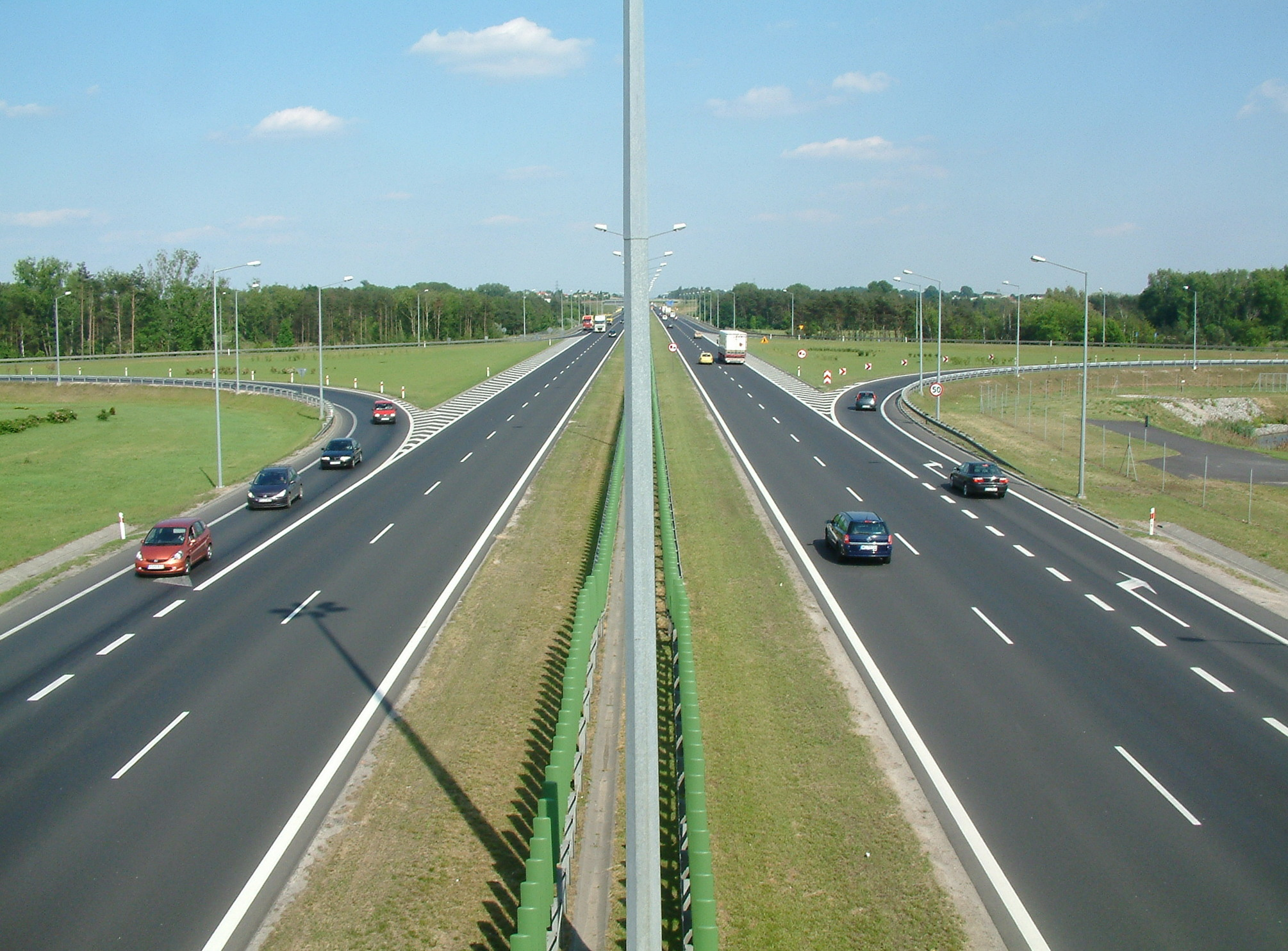
Autobahn A2 bei Posen

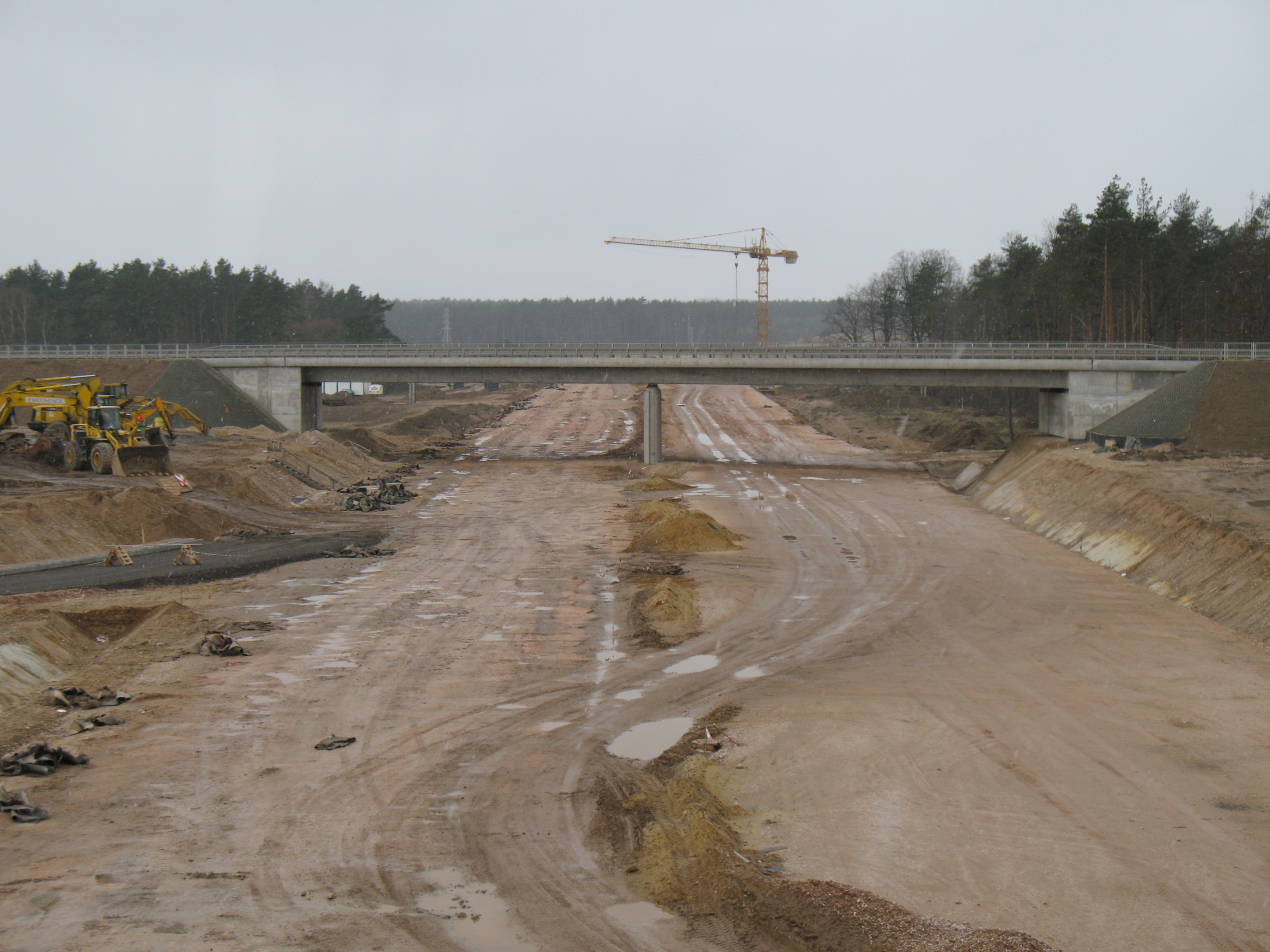
Bau des Autobahnabschnittes der Autobahn A4 bei Bolesławiec

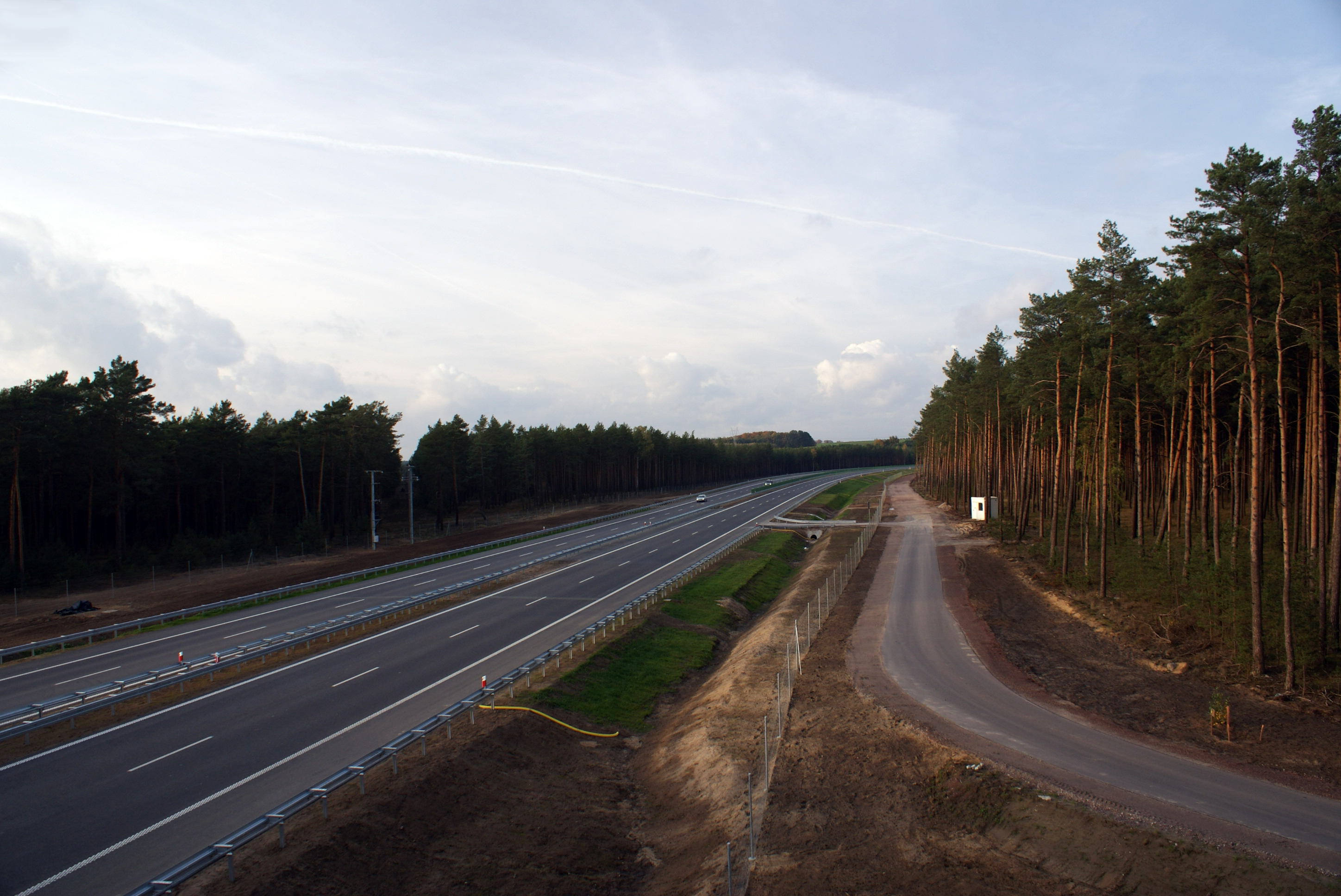
Autobahn A1: Abschnitt Swarożyn-Nowe Marzy

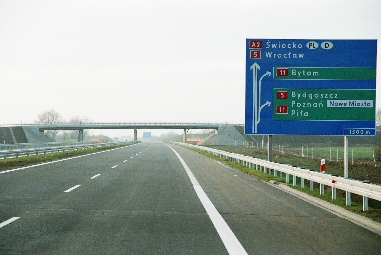
Die Autobahn A2 bei Posen

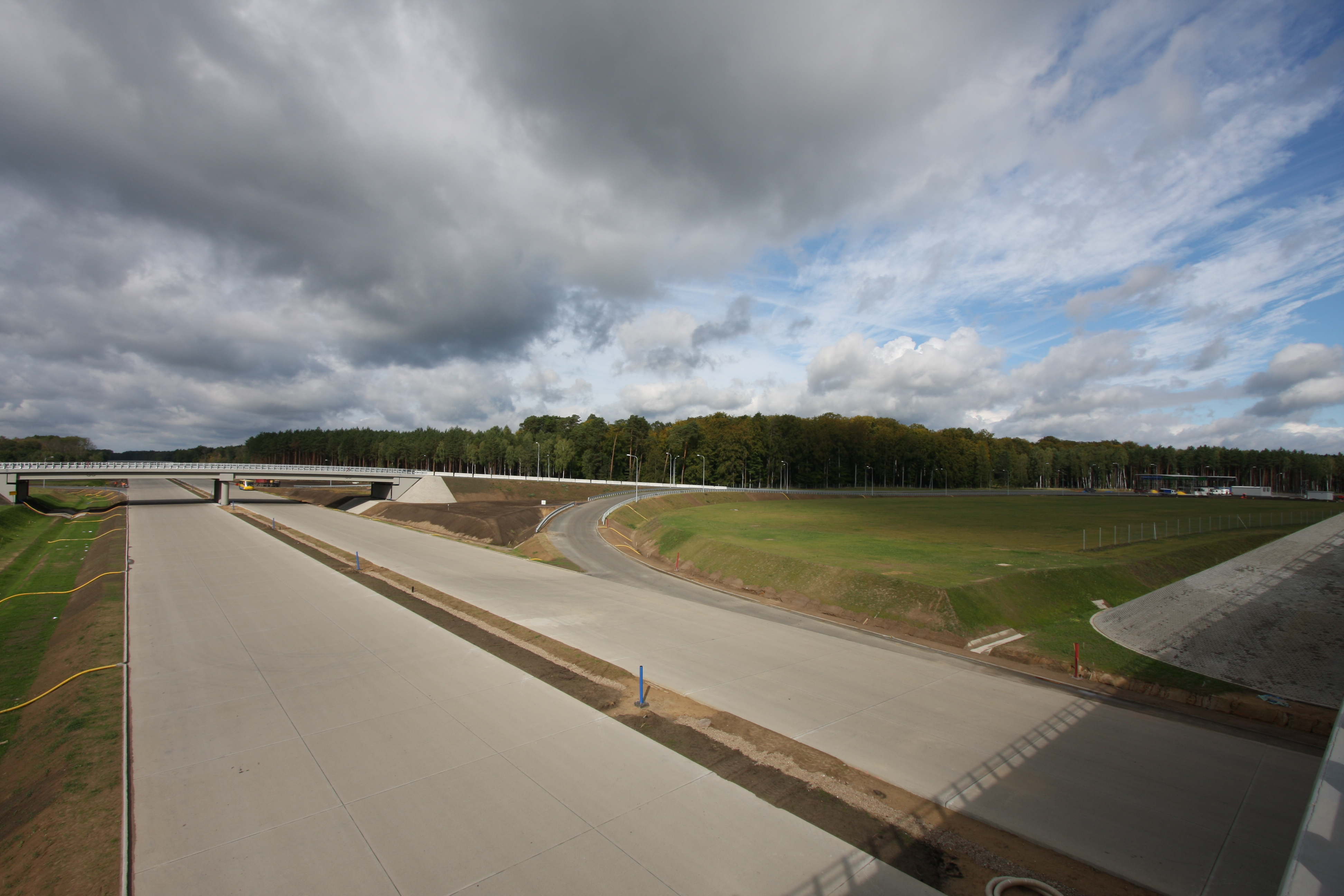
Bau der A2 bei der Anschlussstelle Trzciel im September 2011

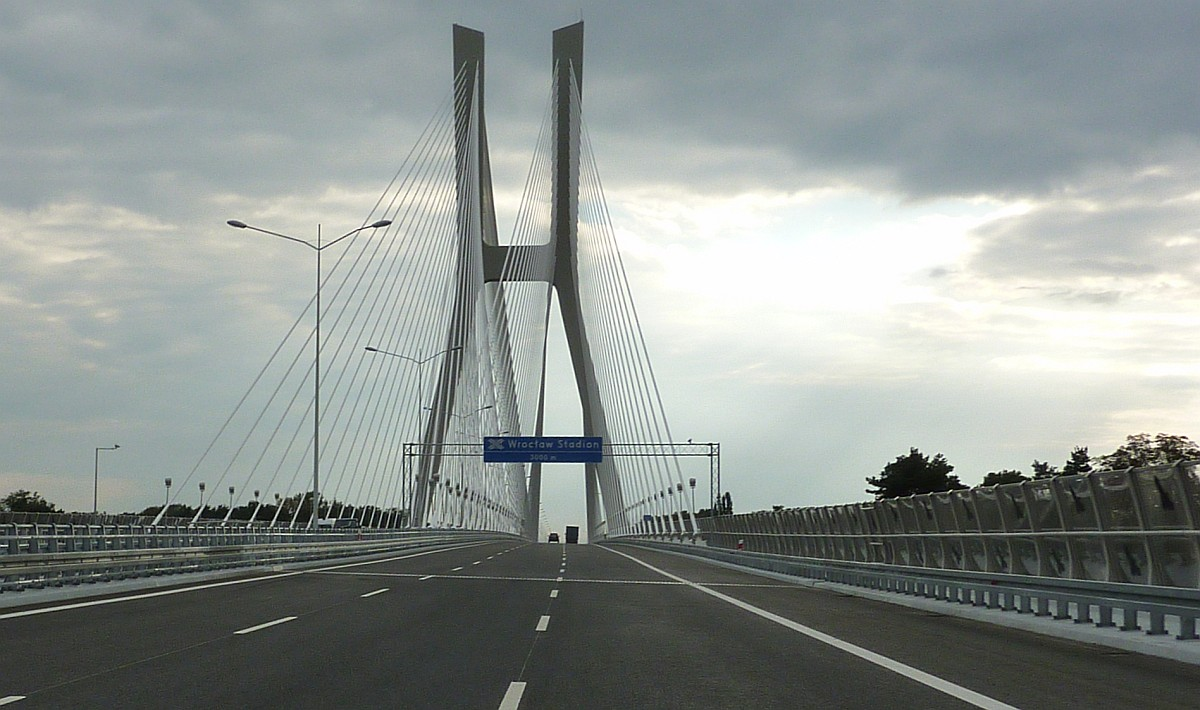
Die 2011 eröffnete Autobahn A8 bei Breslau

Die Autobahn (poln. Autostrada) stellt einen Straßentypen in Polen dar und bildet einen Teil des nationalen Fernstraßennetzes. Sie dient dem überregionalen und internationalen Kraftverkehr.
Derzeit existieren Autobahnen mit einer Länge von ca. 1700 Kilometern, ungefähr 220 Autobahnkilometer werden gebaut. Das geplante Autobahnnetz beträgt ca. 1990 Kilometer. Die wichtigsten und längsten Autobahnverbindungen sind die Ost-West-Verbindungen A2 und A4 sowie die Nord-Süd-Verbindung A1. Neben diesen Autobahnen existieren drei Autobahnabschnitte, die als A6, A8 und A18 bezeichnet werden.
Seit dem 1. Januar 2011 beträgt die Höchstgeschwindigkeit auf polnischen Autobahnen 140 km/h, zuvor galten 130 km/h.

## Geschichte

### 1. Phase: Zeit der deutschen Reichsautobahnen und Zeit bis 1970
Vor dem Zweiten Weltkrieg wurden in Schlesien und Pommern durch das Deutsche Reich einige Autobahnfragmente errichtet. Diese lagen auf der
- damaligen Berlinka (~106 km), die Abschnitte Kołbaskowo – Łęczyca (heutige  und ) und Elbląg – Grzechotki (heutige ), und auf der
- damaligen Śląska (~270 km), die Abschnitte Olszyna – Brzeg (~220 km) und Ujazd – Gliwice – Zabrze (~40 km) (heutige  / , der Abschnitt in Gliwice ist heute als  gekennzeichnet).

Die meisten Autobahnbrücken über Flüsse wurden in der Zeit des Weltkrieges zerstört, aber nur ein Teil von ihnen wurde gleich danach erneuert. Die Brücke über den Fluss Ina wurde 1972, die Brücken über die Flüsse Pasłęka, Młynówka und Omaza im Verlauf der Straße von Elbląg nach Grzechotki wurden erst 1996 bis 2003 erneuert.
Neben den genannten Autobahnabschnitten gab es auch unfertige Bauarbeiten entlang den Strecken:
- Łęczyca – Chojnice (),
- Zgorzelec – Bolesławiec (),
- Brzeg – Ujazd (),
- Świecko – Luboń bei Poznań ().

Abgesehen von den erneuerten Brücken existierten all diese unfertigen oder fertigen Elemente unverändert bis in die erste Hälfte der 1990er Jahre.

### 2. Phase: 1970–2006
Von den Reichsautobahnen erfuhr bis zu den 1970er Jahren lediglich die Berlinka im Abschnitt Łęczyca – Lisowo eine Erweiterung mit einer Fahrbahn. In den 1970er Jahren begann der ernsthafte Bau eines umfassenden Autobahnnetzes. 1972 wurden diese Abschnitte geplant:
- Gliwice – Kraków (heutige ),
- Bau der zweiten Fahrbahn im Abschnitt Wrocław – Gliwice (),
- Warszawa – Katowice (damalige Gierkówka, heutige  / ).

1976 wurden die Pläne um diese Abschnitte erweitert:
- Tarnów – Kraków (heutige ),
- Ostumfahrung GOP (heutige ),
- Bielsko-Biała – Cieszyn (heutige ),
- Warszawa – Poznań (damalige Olimpijka, heutige ),
- Łódź – Piotrków Trybunalski (heutige ).

1985 wurden die geplanten Strecken in zwei Straßentypen unterteilt: die Autobahnen (Autostrady) und die Schnellstraßen (Drogi ekspresowe). Als Autobahnen wurden die Strecken der heutigen Autobahnen A1, A2 und A4 gekennzeichnet. Aber die Realisierung dieser Pläne verlief damals in einem langsamen Tempo. In den Jahren 1978 bis 1991 wurden die Autobahnabschnitte der A1: Tuszyn – Piotrków Trybunalski (ca. 18 km), A2: Września – Konin (Modła) (ca. 48 km) sowie A4: Jaworzno (Byczyna) – Kraków (Balice) (ca. 36 km) für den Verkehr freigegeben. In den folgenden Jahren entstanden nur kurze Autobahnabschnitte im Bereich der teilweise neu geöffneten sowie ausgebauten Grenzübergängen.
In den 1990er Jahren wurden die Pläne für das zukünftige Autobahnen- und Schnellstraßennetz geändert. Im Jahr 1993 wurden die Strecken
Olszyna – Krzywa ( / , damals beschildert als ) sowie Kołbaskowo – Szczecin () zu Autobahnabschnitten aufgestuft. Der Abschnitt Szczecin – Gorzów Wielkopolski – Zielona Góra – Legnica – Bolków – Lubawka wurde zur A3 aufgestuft, aber 2001 wieder abgestuft zur . Ebenfalls 1993 wurde der Abschnitt Łódź – Wrocław – Bolków als  geplant; 2001 wurde die A8 auf die Ortsumfahrung Wrocław beschränkt, der restliche Abschnitt bis Łódź zur  herabgestuft.
Im Jahr 2006 wurde der Abschnitt der A2 von Konin bis nach Łódź (Stryków) fertiggestellt und dem Verkehr freigegeben.

### 3. Phase: Bauboom 2007–2014
Im Jahr 2007 wurde die Fußball-Europameisterschaft 2012 nach Polen und der Ukraine vergeben. Dadurch wurde eine Fertigstellung aller polnischen Autobahnen bis Ende 2012 geplant. Die einzige Ausnahme bildete zunächst die Verbindung der A2 Warschau–Belarus, deren Realisierung für nach 2012 vorgesehen war.
Im Jahr 2007 wurde am 26. September der 7,7 Kilometer lange Abschnitt Klucz – Kijewo der A6 nach der Modernisierung freigegeben. Außerdem wurde am 22. Dezember 2007 der 25 Kilometer lange Abschnitt der A1 von Pruszcz Gdański (Rusocin) nach Tczew (Swarożyn) eröffnet.
Am 17. November 2008 wurde der Abschnitt der A1 Tczew (Swarożyn) – Grudziądz (Nowe Marzy) mit einer Länge von 65 Kilometern fertiggestellt. Am 22. Dezember 2008 wurde die Umfahrung von Stryków fertiggestellt. Dies war der 1,7 Kilometer lange Abschnitt Łódź-Północ – Stryków der Autobahn A2 und ein 3 Kilometer langer Abschnitt entlang der A1.
Im Jahr 2009 wurden die folgenden Abschnitte fertiggestellt:
- Jędrzychowice (Grenze) – Krzyżowa (51,4 km; eröffnet am 14. August)
- Kraków-Wielicka – Szarów (19,9 km; eröffnet am 28. November)
- Gliwice-Sośnica – Rybnik (15,4 km; eröffnet am 23. Dezember)

Ab 2010 traten bei verschiedenen beauftragten Bauunternehmen und Subunternehmen Finanzschwierigkeiten auf, die Insolvenzen und erhebliche Bauverzögerungen zur Folge hatten. Die anvisierten Bauziele bis zur Fußball-Europameisterschaft mussten auf mehreren Bauabschnitten aufgegeben werden; teilweise wurden Abschnitte bis Mitte 2012 nur provisorisch fertiggestellt.
Im Jahr 2010 wurde nur ein kurzer Autobahnabschnitt fertiggestellt und eröffnet:
- Rybnik – Żory (7,5 km; eröffnet am 15. Dezember)

Im Jahr 2011 wurden folgende Autobahnabschnitte eröffnet:
- Żory – Świerklany (6,6 km; eröffnet am 21. April)
- Autobahnkreuz Breslau-Süd – Breslau-Flughafen (7,4 km; eröffnet am 5. Mai)
- Breslau-Nord – Breslau-Psie Pole (3,9 km; eröffnet am 15. Juli)
- Breslau-Flughafen – Breslau-Nord (11 km; eröffnet am 31. August)
- Gliwice-Maciejów – Gliwice-Sośnica (6 km; eröffnet am 30. September)
- Nowe Marzy – Toruń-Czerniewice (62,4 km; eröffnet am 14. Oktober)
- Świecko – Nowy Tomyśl (105,9 km; eröffnet am 1. Dezember)
- Gliwice-Maciejów – Zabrze-Północ (8,1 km; eröffnet am 22. Dezember)

2011 wurden insgesamt 214 km an neuer Autobahnstrecke eröffnet. Die 1000-Autobahnkilometer-Marke wurde mit der Eröffnung des 106 km langen Abschnittes der Autobahn A2 von Słubice an der deutschen Grenze bis nach Nowy Tomyśl am 1. Dezember überschritten. Die A8 als Ortsumfahrung Breslau war damit fertiggestellt.
Im Jahr 2012 wurden folgende Autobahnabschnitte eröffnet:
- Pruszków – Warschau-Konotopa (4,8 km; eröffnet am 23. Mai)
- Grodzisk Mazowiecki – Pruszków (12,6 km; eröffnet am 27. Mai)
- Pyrzowice – Zabrze-Północ (28,1 km; eröffnet am 1. Juni)
- am Autobahnkreuz Łódź-Północ (4,9 km), gemeinsam mit  Łódź-Północ – Skierniewice (34,5 km; eröffnet am 3. Juni)
- Skierniewice – Grodzisk Mazowiecki (41,4 km; eröffnet am 6. Juni)
- Choszczówka Stojecka – Kałuszyn (Umgehung Mińsk Mazowiecki; 20,8 km; eröffnet am 29. August)
- Rzeszów-Północ – Rzeszów-Wschód (6,9 km; eröffnet am 10. September)
- Kowal – Łódź-Północ (75,2 km; eröffnet am 13. November)
- Targowisko – Tarnów-Północ (56,8 km; eröffnet am 29. November)
- Mszana – Gorzyczki (Grenze PL/CZ) (11,1 km; eröffnet am 30. November)
- Kijewo – Tczewska (Modernisierung; 2,2 km; eröffnet am 21. Dezember)

2012 stellt bisher das Rekordjahr mit insgesamt 299,3 Kilometer an neu fertiggestellter und eröffneter Autobahnstrecke dar.
Im Jahr 2013 wurden folgende Autobahnabschnitte mit einer Gesamtlänge von 126,8 km eröffnet:
- Jarosław-Wschód – Przemyśl (15,8 km; eröffnet am 27. Mai)
- Dębica-Wschód – Rzeszów-Północ (36,7 km; eröffnet am 30. Oktober)
- Jarosław-Zachód – Jarosław-Wschód (8,7 km; eröffnet am 20. Dezember)
- Toruń-Południe – Włocławek-Zachód (43,0 km; eröffnet am 21. Dezember)
- Przemyśl – Korczowa (PL/UA) (22,6 km; eröffnet am 23. Dezember)

Im Jahr 2014 wurden folgende Autobahnabschnitte (53 km) freigegeben:
- Włocławek-Zachód – Kowal (21,0 km; eröffnet am 30. April)
- Swierklany – Mszana (7,2 km; eröffnet am 23. Mai)
- Tarnów-Północ – Dębica-Wschód (34,8 km; eröffnet am 30. Oktober)

Damit fehlten Ende 2014 auf der A1 noch die Umfahrung Łódź und der lange Abschnitt Piotrków Trybunalski – Częstochowa – Pyrzowice, auf der A2 der größte Teil östlich von Warschau (außer der 21 km langen Umfahrung der Stadt Mińsk Mazowiecki) sowie auf der A4 der Abschnitt Rzeszów – Jarosław.

### 4. Phase: Nach dem Bauboom, ab 2015
Bis 2014 (ursprünglich geplant bis zur Fußball-Europameisterschaft 2012) wurde der größte Teil des Autobahn-Grundnetzes fertiggestellt. 2015 kamen keine weiteren Kilometer hinzu, erst 2016 kam es zu Eröffnungen:
- Autobahnknoten Łódź-Północ – Tuszyn (40,6 km; eröffnet am 1. Juli)
- Rzeszów-Wschód – Jarosław-Zachód (41,2 km; eröffnet am 20. Juli)

Damit war die A4 komplett fertiggestellt.
2017 und 2018 kamen ebenfalls keine Kilometer hinzu. 2019 wurden folgende Autobahnabschnitte in Betrieb genommen:
- Częstochowa Południe – Pyrzowice (31,9 km; eröffnet am 2. August)
- Częstochowa Północ – Częstochowa Południe (31,9 km; eröffnet am 23. Dezember)

2020 kamen folgender Autobahnabschnitt hinzu:
- Warszawa Lubelska – Choszczówka Stojecka (14,8 km; eröffnet am 2. August)

2021 wurden folgende Autobahnabschnitte freigegeben:
- Radomsko – Kruszyna (13,0 km; eröffnet am 3. November)
- Kruszyna – Częstochowa Północ (11,9 km; eröffnet am 21. Dezember)
- Kamieńsk – Radomsko (16,7 km; eröffnet am 23. Dezember)

2022 wurden folgende Autobahnabschnitte in Betrieb genommen:
- Jędrzychowice – Lubieszów (25,6 km; eröffnet am 26. September)
- Piotrków Trybunalski Południe – Kamieńsk (24,2 km; eröffnet am 24. November)

Damit war die A1 komplett fertiggestellt.

## Merkmale

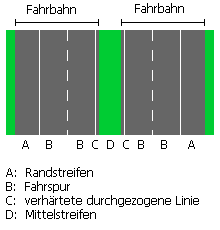
Aufbau einer polnischen Autobahn

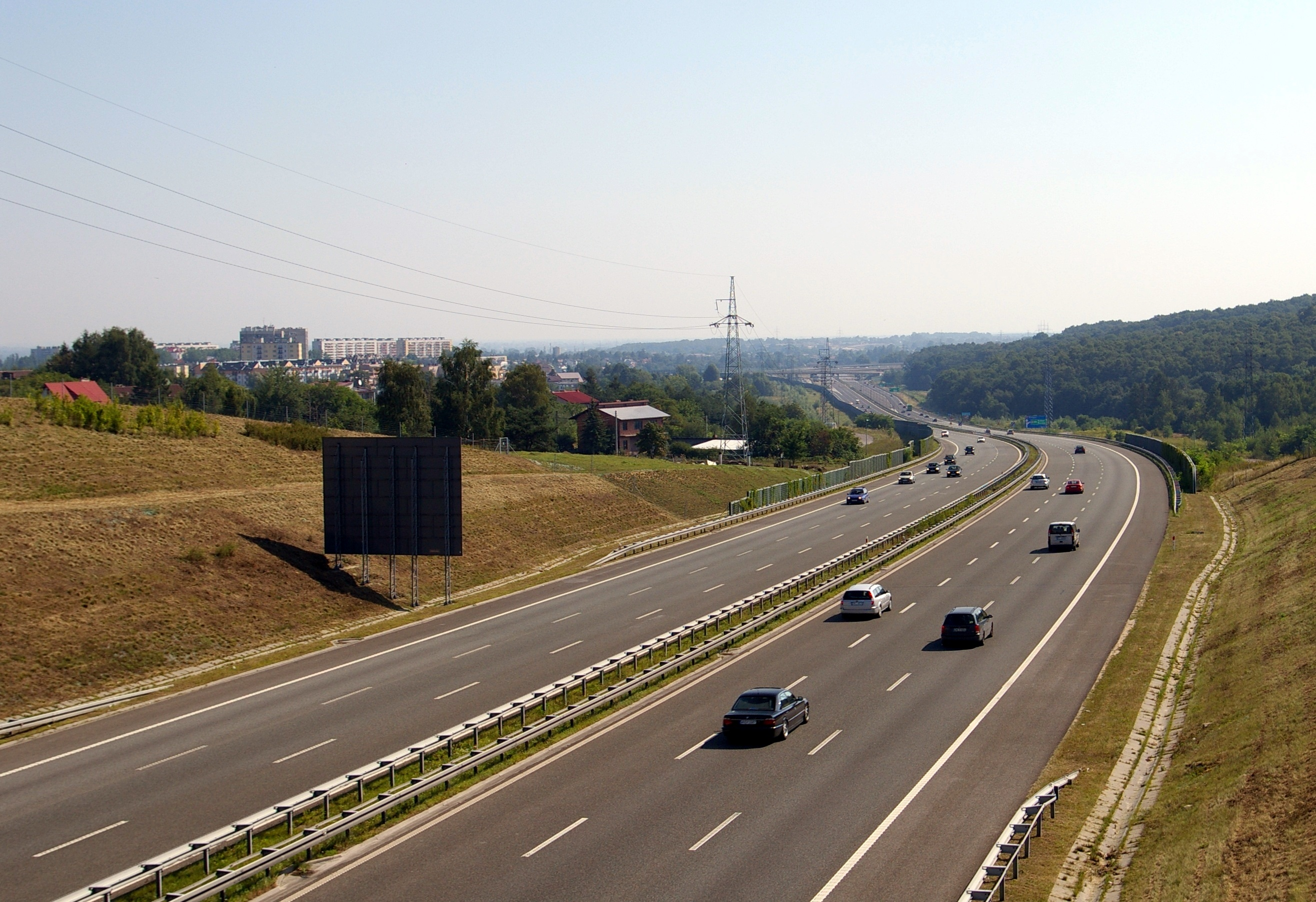
Autobahn A4 entlang der Umfahrung von Krakau

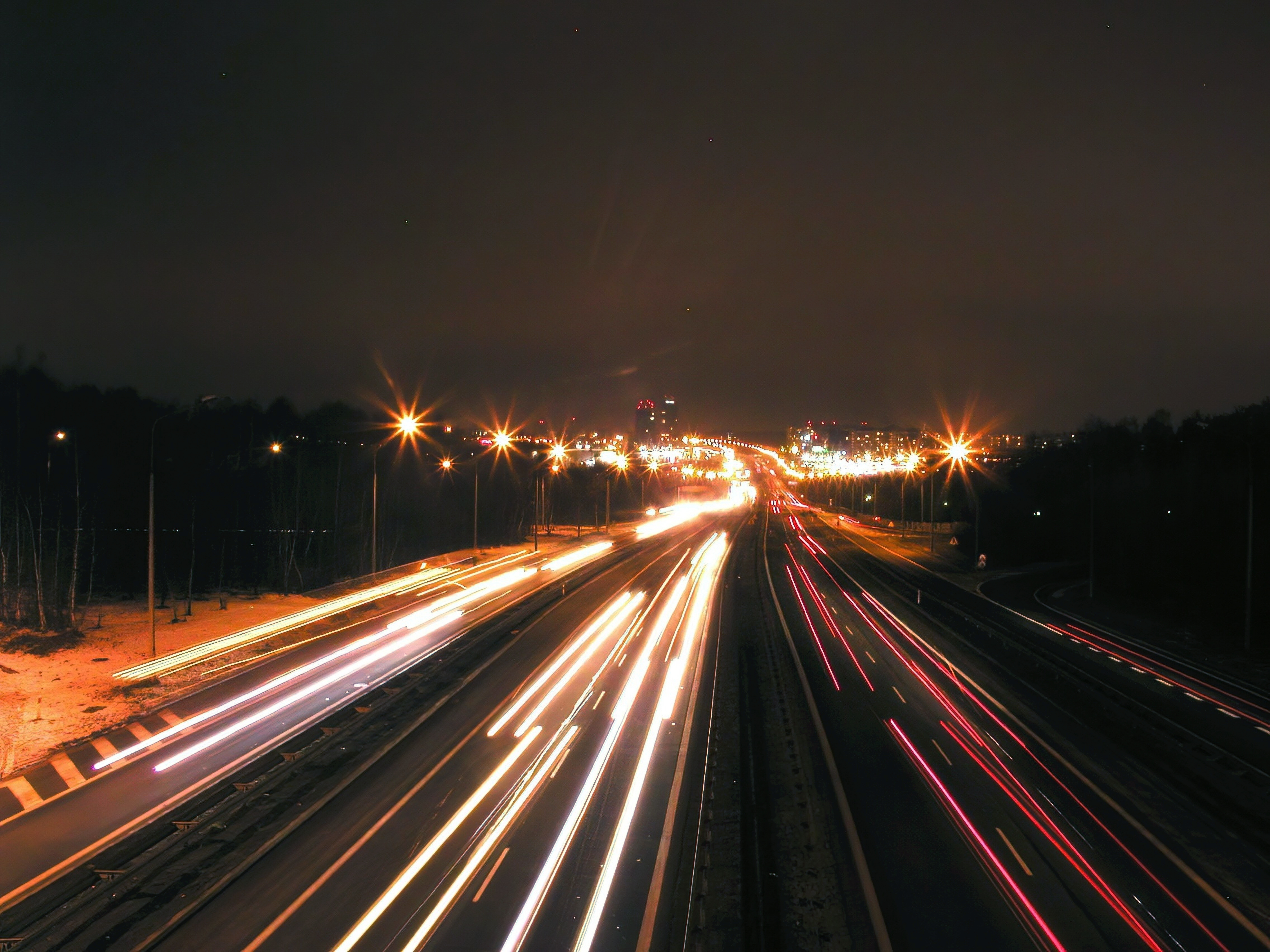
Autobahn A4 in Kattowitz bei Nacht

Geschwindigkeitsbegrenzungen auf Polens Straßen

Eine polnische Autobahn besteht aus zwei Richtungsfahrbahnen mit mindestens zwei Fahrspuren und einem Seitenstreifen.
Die Fahrstreifenbreite beträgt in der Regel 3,75 m.

### Kennzeichnung und Beschilderung
Die Kennzeichnung erfolgt mit roten Schildern mit dem großen Buchstaben A und der entsprechenden Nummer.
Die Beschilderung auf der Autobahn hat einen blauen Hintergrund mit weißer Schrift.

### Regeln
Die Höchstgeschwindigkeit auf polnischen Autobahnen beträgt 140 km/h.
| Fahrzeugart | Höchstgeschwindigkeit (km/h) |
| --- | ---------------------------- |
| - Personenkraftwagen (Pkw) - Motorrad - Lastkraftwagen (Lkw) bis 3,5 Tonnen | 140                          |
| - Bus mit zusätzlichen Spezifikationen | 100                          |
| - Pkw mit Anhänger - Motorrad mit Anhänger - Lkw mit Anhänger bis 3,5 Tonnen - Lkw über 3,5 Tonnen (auch mit Anhänger) - gekennzeichnete Gefahrgut-Transporter und dergleichen - Bus (auch mit Anhänger) | 80                           |
| - Fahrzeug mit einer nach vorne ragenden Vorrichtung (mehr als 1,5 Meter aus dem Sitz) | 60                           |
| - Motorrad (auch mit Anhänger) mit einem Kind unter 7 Jahren | 40                           |

Auf polnischen Autobahnen ist generell verboten:
- Fahrtrichtungswechsel,
- Anhalten oder Parken eines Fahrzeugs (mit Ausnahme der ausgewiesenen Plätze),
- Umkehren,
- Abschleppen, mit Ausnahme der Zugfahrzeuge für das Abschleppen zum nächsten Ausgang oder Raststätten

Fahrzeuge, die bauartbedingt nicht schneller als 40 km/h fahren können, sind auf polnischen Autobahnen nicht zugelassen.

### Technische Parameter
Die technischen Parameter der Autobahn wurden vom Polnischen Verkehrsministerium am 2. März 1999 festgelegt.
Die Autobahn kann ausschließlich Autobahnkreuze, Autobahndreiecke und Anschlussstellen mit dem Straßentyp der Hauptstraße haben, nur Verbindungen mit Hauptstraßen für beschleunigten Verkehr, Schnellstraßen und Autobahnen sollten bestehen. Abstände zwischen Anschlussstellen sollten nicht kleiner als 15 km, innerhalb von Großstädten und in Metropolen nicht kleiner als 5 km sein. In außergewöhnlichen Situationen, wenn verkehrstechnische Anforderungen dies rechtfertigen, sind einzelne Abstände zwischen Anschlussstellen nicht kleiner als 5 km und 3 km in Großstädten und Metropolen erlaubt.
An der Autobahn sollte Notkommunikationsvorrichtung vorhanden sein.
Andere Parameter sind von der Entwurfsgeschwindigkeit abhängig:
| Breite des Fahrstreifens (m)                                                                                                | 3,75 | 3,75 | 3,5  |
| Breite des Seitenstreifens (m)                                                                                              | 3,0  | 2,5  | 2,5  |
| Maximale Länge eines ebenen Abschnittes (m) von konvexen Veränderungen der Steigung der Straße ohne Einschränkung der Sicht | 2000 | 2000 | 1500 |
| Mindestlänge eines ebenen Abschnittes zwischen den Bögen in derselben Richtung (m)                                          | 500  | 400  | 350  |
| Mindestlänge des Bogens (m)                                                                                                 | 300  | 200  | 150  |
| Maximale Neigung (%) | 4    | 5    | 6    |
| Fußnoten: 1 – Nur im Bereich einer Großstadt                                                                                |      |      |      |

## Derzeitige Autobahnen
| Nr.   | Europa- straßen | Von (Nord bzw. West)      | Via | Bis (Süd bzw. Ost) | Gesamt- länge | In Betrieb | In Betrieb | Im Bau   | Im Entwurf a | In der Aus- schreibung | In konkreter Planung b |
| ----- | --------------- | ------------------------- | --- | ------------------ | ------------- | ---------- | ---------- | -------- | ------------ | ---------------------- | ---------------------- |
| A1    | E75             | Danzig                    | Grudziądz – Włocławek – Toruń – Łódź – Piotrków Trybunalski – Częstochowa – Bytom – Zabrze – Gliwice – Rybnik – Żory                 | CZ / Gorzyczki     | 0566,7 km     | 0566,7 km  | 0100 %     |          |              |                        |                        |
| A2    | E30             | DE / Świecko              | Posen – Konin – Łódź – Skierniewice – Warschau – Siedlce – Biała Podlaska                                                            | BY / Kukuryki      | 0625,0 km     | 0528,2 km  | 084,5 %    | 063,3 km | 000,0 km     | 009,3 km               | 23,9 km                |
| A4    | E40 · E462      | DE / Jędrzychowice        | Legnica – Breslau – Opole – Gliwice − Ruda Śląska − Chorzów − Katowice – Mysłowice − Jaworzno – Krakau – Tarnów – Rzeszów – Przemyśl | UA / Korczowa      | 0669,5 km     | 0669,5 km  | 100 %      |          |              |                        |                        |
| A6    | E28             | DE / Kołbaskowo           | Stettin | Rzęśnica           | 0027,8 km     | 0027,8 km  | 100 %      |          |              |                        |                        |
| A8    | E67 · E261      | Wrocław Południe          | Breslau | Wrocław Psie Pole  | 0022,6 km     | 0022,6 km  | 100 %      |          |              |                        |                        |
| A18   | E36             | DE / Olszyna              | | Krzyżowa           | 0076,3 km     | 0076,3 km  | 100 %      |          |              |                        |                        |
| A50   |                 | Zentralflughafen Warschau | Żyrardów – Góra Kalwaria – Otwock | Halinów            | 0097,9 km     | 0000 km    | 000,0 %    | 000,0 km | 00,0 km      | 00,0 km                | 00,0 km                |
| Summe | Summe           | Summe                     | Summe | Summe              | 2085,7 km     | 1891,1 km  | 090,6 %    | 150,4 km | 0,0 km       | 9,3 km                 | 23,9 km                |

Stand: 31. Dezember 2024

## Ehemalige Autobahnen
| Nummer | Verlauf                                                     | Status                                                                                 |
| ------ | ----------------------------------------------------------- | -------------------------------------------------------------------------------------- |
| A3     | Stettin – Lubawka (tschechische Grenze)                     | Planungen verworfen, heute als S3 realisiert                                           |
| A12    | Krzywa – Golnice                                            | 2001 umbenannt in A18, heute Teil der A4 (Krzywa-Krzyżowa) bzw. A18 (Krzyżowa-Golnice) |
| A41    | Balice – Anschlussstelle Kraków Radzikowskiego (Modlniczka) | 2003/2004 umbenannt in S7, heute Teil der S52 und DK7                                  |